# ケプラー47
ケプラー47（英語: Kepler-47）は、地球から見てはくちょう座の方向にある、2つの恒星から成る連星系である。初めて発見された、普通の恒星を回る周連星惑星を複数持つ惑星系である。仮符号は KOI-3154。

## 恒星系
| 太陽 | ケプラー47A |
| ---- | ----------- |
| 太陽 | Exoplanet   |

| 太陽 | ケプラー47B |
| ---- | ----------- |
| 太陽 | Exoplanet   |

ケプラー47は、太陽とほぼ同じ大きさを持つケプラー47Aと、太陽の約3分の1の大きさであるケプラー47Bの連星である。地球から見て、はくちょう座の方向に約3,400光年離れた位置にある。1,215万 km (0.08145 au) の公転半径をわずか7.45日の周期で公転している。連星系の特徴と軌道力学に基づくと、ケプラー47の年齢は40億年から50億年と推定されている。
ケプラー47Aは質量や直径は太陽とほぼ同じであるが、光度は太陽の84%とやや暗い。また、金属量は-0.25[Fe/H]と太陽より少なく、表面温度も5,636 K（5,363 ℃）と太陽よりやや低い。ケプラー47Bは、質量や直径が太陽のほぼ35%の小さな恒星である。表面温度は3,357 K（3,084 ℃）で、光度は太陽の1.4%しかない。

## 惑星系

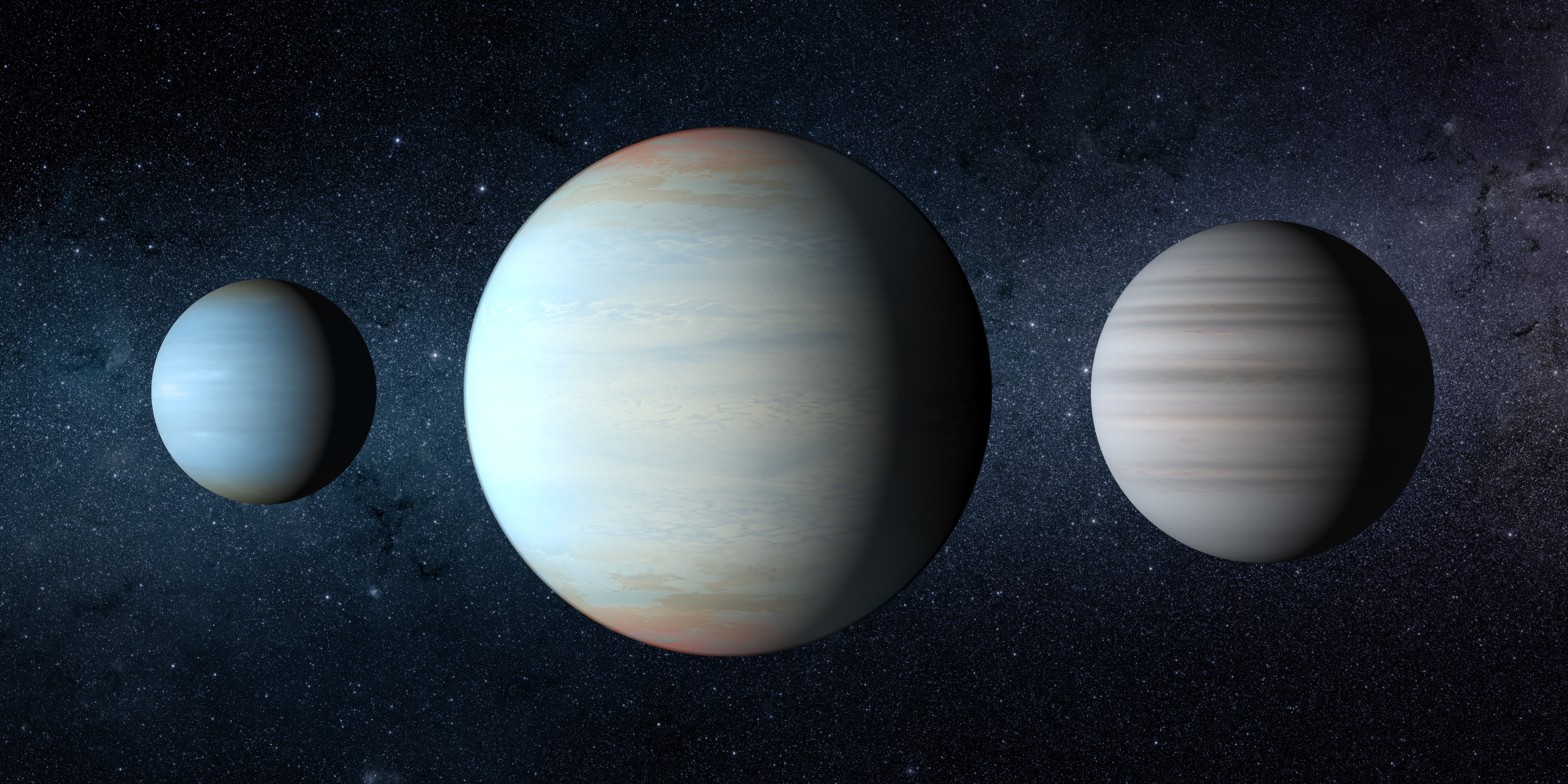
相対的な大きさで描いたケプラー47系の惑星の想像図。左がケプラー47b、中央にある最も大きいのがケプラー47d、右がケプラー47c。

ケプラー47には、2019年現在で3個の太陽系外惑星が発見されている。太陽系外惑星を発見するために打ち上げられたケプラー宇宙望遠鏡によるトランジット法の観測で、2012年に恒星同士の連星の周りを公転する2つの周連星惑星が発見された。周連星惑星自体はケプラー16を公転するケプラー16(AB)bなど、いくつか発見されていたが、複数の周連星惑星を持つ連星系は、2010年に2惑星が発見されたへび座NN星に次いで2番目だった。現在の惑星形成モデルでは、連星系が複数の惑星を持つことは困難であるため、モデルの見直しが必要になってくる点で、この発見は驚きを持って受け止められている。
これらの惑星は間隔が小さく狭い領域に密集しており、全て岩石質の表面を持たない地球より大きな惑星である。ケプラー47系の3つの惑星はいずれも非常に低い密度を持っており、太陽系の惑星で最も低密度の土星よりも低くなっている。これらの惑星の密度は約0.26～0.68 g/cm3と推定されている。このような低密度の惑星は、一般的には主星のすぐ近くを公転するホット・ジュピター、いわゆるパフィー・プラネットとして知られている。ケプラー47系の惑星のような、主星から比較的離れており、表面温度が低い低密度惑星は珍しいと考えられている。
最も内側を公転するケプラー47bは、直径がほぼ地球の3倍である。質量は地球の2.07倍とされているが誤差が大きく、最大で地球の25.77倍に達する可能性もある。一方で Exoplanets Data Explorer では、質量は木星の2.65%（地球の約8.427倍）としている。恒星面を通過する惑星としては小さな部類に属するとされている。公転軌道が水星よりも恒星に近いため、恒星の熱に加え、大気中のメタンが分解されたことによる温室効果が生じてさらに加熱され、「うだるような暑さの世界 (sweltering world) 」と想像されている。ケプラー47bは、ケプラー47を約49.5日かけて公転している。
最も外側を公転するケプラー47cは、ほぼ地球軌道に近い距離を公転しており、地球の4.6倍の大きさを持つ海王星より少し大きなガス惑星と推定されている。質量は地球の3.17倍とされているが、Exoplanets Data Explorer では木星の7.29%（地球の23.17倍）とされている。放射の強いケプラー47Aで計算すると、ケプラー47cの軌道はハビタブルゾーン内に位置しており、また、おそらく明るい水蒸気の雲を持っていると考えられている。ケプラー47cは、ケプラー47を約303.1日かけて公転している。
ケプラー47の惑星は、2012年の時点で一般的な系外惑星の確認方法である視線速度法では観測できていないが、恒星面通過（トランジット）の間隔と継続時間に特徴的な変動が見られるために、存在は確実だと考えられている。
最も最近発見されたケプラー47dは、2013年11月にサンディエゴ州立大学の天文学者 Jerome Orosz と彼の同僚らによって発見が報告された。ケプラーによるケプラー47系のトランジットのデータから、Oroszのチームは4.15時間持続する「孤立した」トランジットの信号を発見しており、これはそれまでに知られていた2つの惑星とは異なるものであった。ケプラー47dのトランジットの信号は弱いため、2012年の初頭には検出されなかった。ケプラー47dによる顕著なトランジットの特徴が検出されたのは1回だけであり、惑星の存在を確定するには更なるトランジットの観測が必要であった。力学シミュレーションから、ケプラー47dの軌道は時間の経過とともに歳差運動を起こすことが示され、結果としてケプラー47dが4年間にわたってトランジットを起こさないことが示された。そして、その後のケプラー47系の研究により、2019年4月にケプラー47dの存在が確認された。より外側に新たな惑星があると予想していたOroszらのチームにとって、bとcの間を公転するケプラー47dの発見は予想外であった。ケプラー47dはケプラー47系最大の惑星で、地球の7倍以上の大きさを持つ。ケプラー47から約 0.7 au 離れた、bとcの間の軌道を公転しており、公転周期は187.35日である。表面温度は約10 ℃とされている。
| 名称 （恒星に近い順） | 質量                  | 軌道長半径 （天文単位） | 公転周期 (日)          | 軌道離心率            | 軌道傾斜角              | 半径               |
| --------------------- | --------------------- | ----------------------- | ---------------------- | --------------------- | ----------------------- | ------------------ |
| b                     | 2.07+23.70 −2.07 M⊕   | 0.2877+0.0014 −0.0011   | 49.4643+0.0081 −0.0074 | 0.0288+0.0015 −0.0013 | 89.752+0.063 −0.045°    | 3.05 ± 0.04 R⊕     |
| d                     | 19.02+23.84 −11.67 M⊕ | 0.6992+0.0031 −0.0033   | 187.366+0.069 −0.051   | 0.024+0.025 −0.017    | 90.395+0.009 −0.012°    | 7.04+0.66 −0.49 R⊕ |
| c                     | 3.17+2.18 −1.25 M⊕    | 0.9638+0.0041 −0.044    | 303.227+0.062 −0.027   | 0.044+0.029 −0.019    | 90.1925+0.0055 −0.0042° | 4.65+0.09 −0.07 R⊕ |